# Melody (Sängerin, 1990)

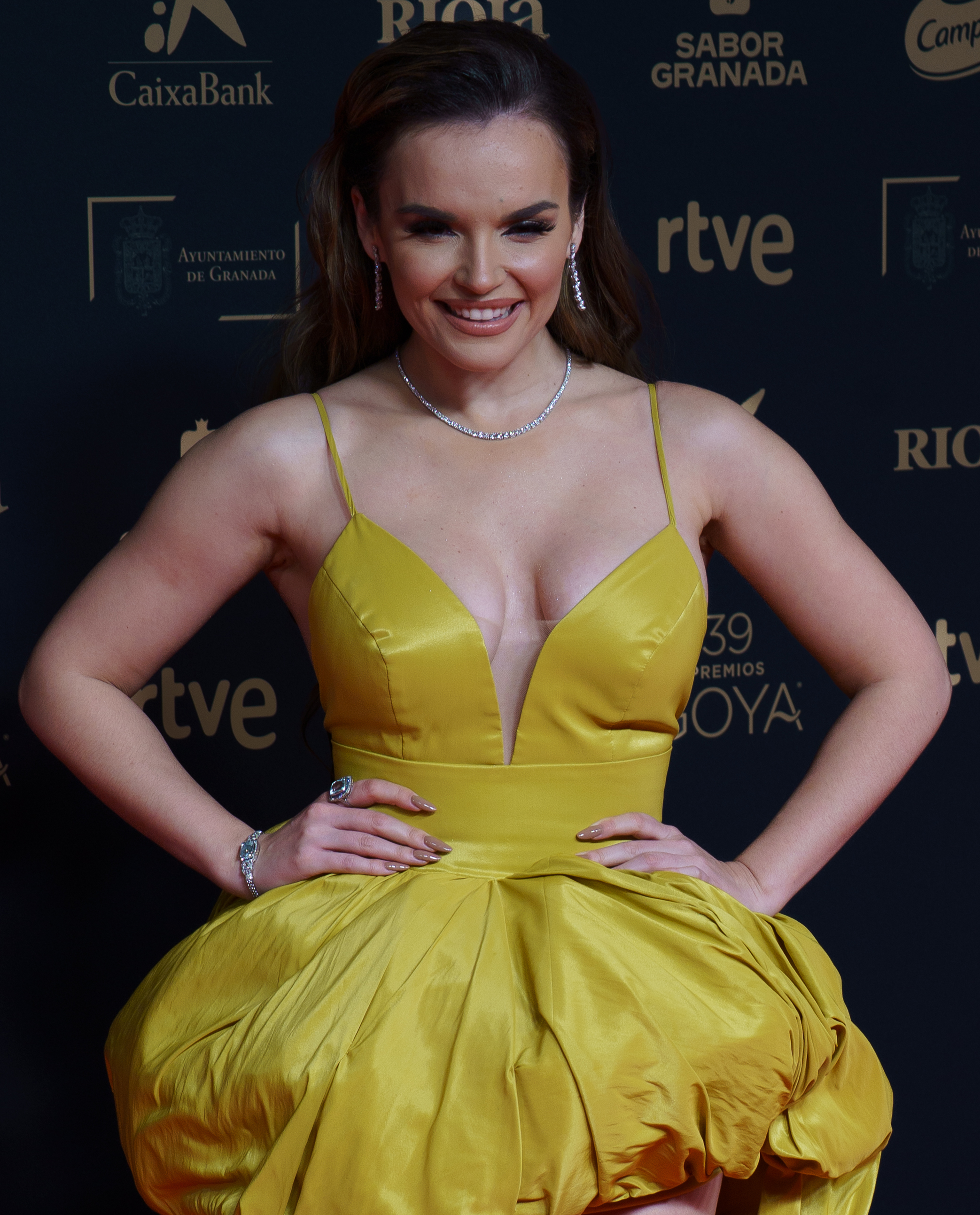
Melody (2025)

Melody (eigentlich Melodía Ruiz Gutiérrez; * 12. Oktober 1990 in Dos Hermanas) ist eine spanische Pop-Sängerin. 

## Biografie

### Musikalische Karriere
Melody wurde im Alter von zehn Jahren durch ihr Album De pata negra bekannt, das von Luis Cantero (Künstlername El Fary) produziert wurde. Die Single El baile del gorila wurde nicht nur in Spanien, sondern auch in Lateinamerika ein Hit. Weitere erfolgreiche Singles waren Muévete (2002) und Dabadabadá (2003). Ihr sechstes und bislang letztes Album Mucho camino por andar erschien 2014. 
2025 nahm sie am Benidorm Fest, der spanischen Vorentscheidung für den Eurovision Song Contest teil. Im zweiten Halbfinale am 30. Januar 2025 qualifizierte sie sich für das Finale am 1. Februar 2025, das sie aufgrund der Publikumsstimmen knapp gewinnen konnte. Beim 69. Eurovision Song Contest in Basel konnte der spanische Beitrag Esa diva weder die Juroren noch das Publikum überzeugen und landete vor Island und San Marino mit insgesamt 37 Punkten auf dem 24. Platz.

### Familie und Privatleben
Ihre Eltern, die aus Cádiz stammende Ana Gutiérrez Flores und der in Sevilla geborene Sänger Lorenzo Ruiz Molina, sind ebenfalls in der Musikbranche tätig. Ihr jüngerer Bruder Eleazar „Ele“ Ruiz Gutiérrez betätigt sich als Sänger und widmet sich als Tänzer dem Ballett. Seit Februar 2024 ist die Sängerin Mutter eines Sohnes.

## Diskografie

### Studioalben
| Jahr | Titel           | Höchstplatzierung, Gesamtwochen, AuszeichnungChartsChartplatzierungen (Jahr, Titel, Platzierungen, Wochen, Auszeichnungen, Anmerkungen) | Anmerkungen                        |
| Jahr | Titel           | ES | Anmerkungen                        |
| ---- | --------------- | --- | ---------------------------------- |
| 2008 | Los buenos días | ES70 (2 Wo.)ES | Erstveröffentlichung: 8. Juli 2008 |

Weitere Alben
- 2001: De pata negra (ES: ×2Doppelplatin , US: Platin (Latin))[5]
- 2002: Muévete
- 2003: T. Q. M.
- 2004: Melodía
- 2014: Mucho camino por andar

### Singles
| Jahr | Titel Album                       | Höchstplatzierung, Gesamtwochen, AuszeichnungChartplatzierungen (Jahr, Titel, Album, Platzierungen, Wochen, Auszeichnungen, Anmerkungen) | Höchstplatzierung, Gesamtwochen, AuszeichnungChartplatzierungen (Jahr, Titel, Album, Platzierungen, Wochen, Auszeichnungen, Anmerkungen) | Anmerkungen                                             |
| Jahr | Titel Album                       | ES | CH | Anmerkungen                                             |
| ---- | --------------------------------- | --- | --- | ------------------------------------------------------- |
| 2001 | El baile del gorila De pata negra | ES1 (13 Wo.)ES | — |                                                         |
| 2001 | De pata negra                     | ES12 (5 Wo.)ES | — |                                                         |
| 2025 | Esa diva –                        | ES2 Platin · (… Wo.)ES | CH40 (1 Wo.)CH | Erstveröffentlichung: 14. März 2025 Verkäufe: + 100.000 |